# Ricardo González
|  | Per a altres significats, vegeu «Ricardo González Bango». |

Ricardo González “Gonzalito” (1 de març de 1930) és un boxejador retirat argentí de pes gall i pes ploma que va lluitar entre els anys 1940 i 1950. Es va retirar amb un palmarès de 107 victòries (56 K.O.), 10 derrotes i 11 empats. El 1946 va combatre com a amateur. El 1951 va obtenir la medalla d'or als Jocs Panamericans. Un any després, el 1952, va debutar professionalment contra l'argentí Ángel Leyes davant 16.000 espectadors. El 1956 va guanyar el campionat de pes ploma de l'Argentina. Des de 1977 és professor a la Federació Argentina de Boxa. El 2006 va ser elegit Personalitat Destacada de l'Esport per la Ciutat Autònoma de Buenos Aires.